# 616 Еллі
616 Еллі (616 Elly) — астероїд головного поясу, відкритий 17 жовтня 1906 року Августом Копфом у Гейдельберзі.